# Boronia floribunda
Boronia floribunda là một loài thực vật có hoa trong họ Cửu lý hương. Loài này được Sieber ex Rchb. mô tả khoa học đầu tiên năm 1825.